# Нижние Велеми

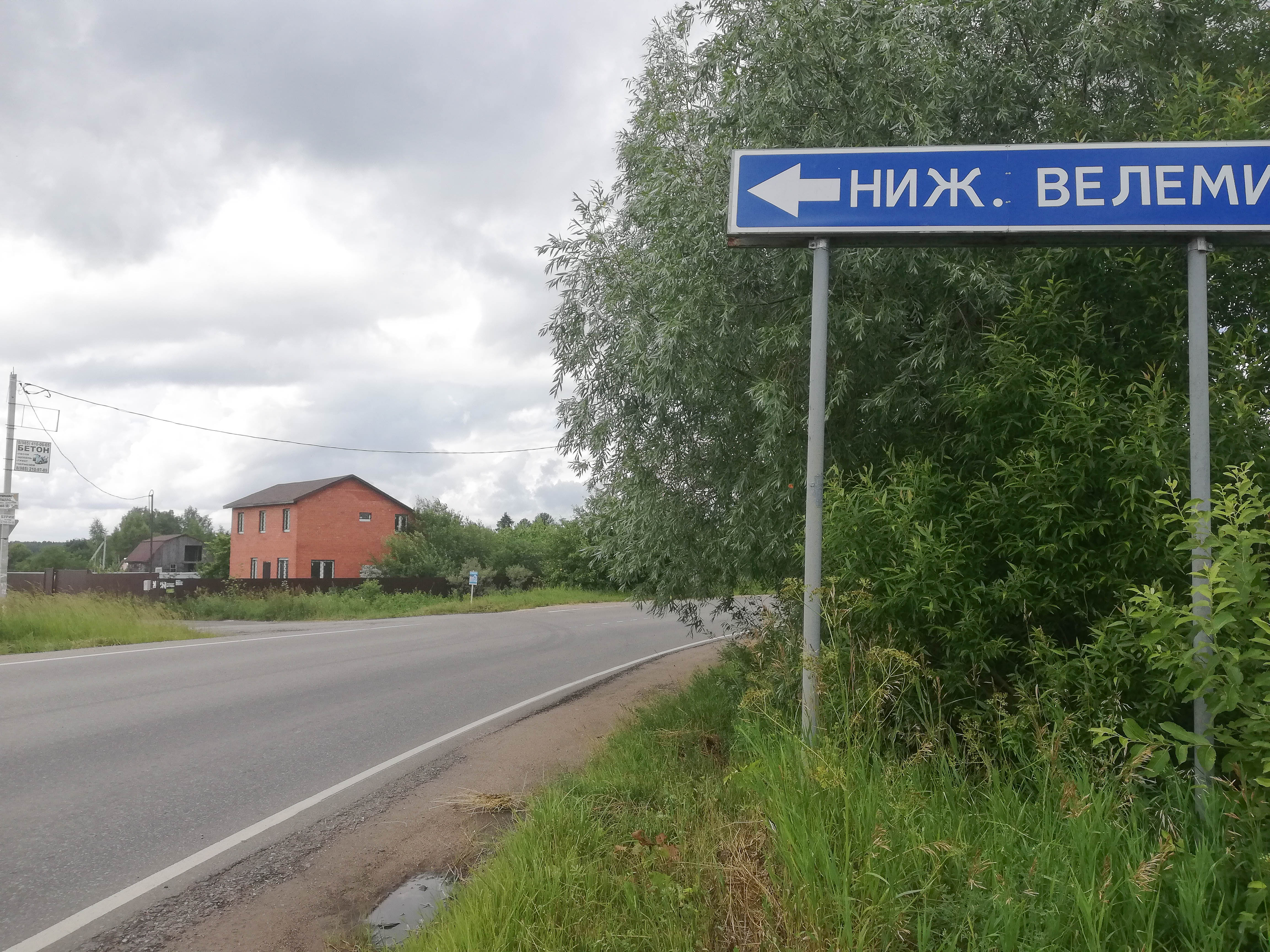
Поворот с шоссе в деревню

Нижние Велеми — деревня в Серпуховском районе Московской области. Входит в состав Васильевского сельского поселения (до 29 ноября 2006 года входила в состав Васильевского сельского округа).

## Население
| 2002 | 2006 | 2010 |
| ---- | ---- | ---- |
| 9    | ↘8   | ↗10  |

## География
Нижние Велеми расположены примерно в 22 км (по шоссе) на север от Серпухова, на безымянном левом притоке реки Нара, высота центра деревни над уровнем моря — 166 м.

## Современное состояние
На 2016 год в деревне зарегистрировано 1 садовое товарищество.